# Domenico Vacchiano
Domenico Vacchiano (Cicciano, 2 settembre 1914 – Cicciano, 24 maggio 2001) è stato un arcivescovo cattolico italiano.

## Biografia
Nato a Cicciano il 2 settembre 1914 da una distinta famiglia devotissima alla Madonna del Rosario di Pompei, compiuti gli studi presso il Seminario Vescovile di Nola, fu ordinato sacerdote il 1º agosto 1937.
Al suo ingresso in città da sacerdote appena ordinato (come descritto in una cronaca pubblicata su Religione e Patria), celebrata la sua prima messa nella parrocchia di San Pietro ed impartita la benedizione, ricevette i calorosi festeggiamenti dalla cittadinanza, che, capeggiata dal parroco di San Pietro, dal clero, e dagli amici della famiglia Vacchiano, formò un corteo, e lo portò in festa, sotto una continua pioggia di fiori, fino a Palazzo Vacchiano, dove si tenne un ricevimento.
Pochi anni più tardi ottenne la carica di vicario generale della diocesi di Nola, che tenne fino al 1970, quando il 17 gennaio fu eletto vescovo di Cassano all'Jonio, diocesi della Calabria settentrionale. Ricevette la consacrazione episcopale il 1º marzo 1970 dal vescovo Adolfo Binni, co-consacranti i vescovi Antonio Cece (vescovo della diocesi di Aversa) e Matteo Guido Sperandeo (vescovo della diocesi di Calvi e Teano).
Durante il suo servizio di vescovo nella diocesi di Cassano all'Jonio promosse il restauro di innumerevoli opere, soprattutto tele, e decise di raccogliere in un unico luogo quelle di maggior pregio, facendo erigere il museo diocesano di Cassano.
Il 30 marzo 1978 fu nominato delegato pontificio e prelato di Pompei; prese possesso della prelatura il 29 aprile. Fin dall'inizio prese a cuore il processo di beatificazione di Bartolo Longo (portato a termine il 26 ottobre 1980), fondatore del santuario di Pompei.
Contemporaneamente visse il terremoto del 1980, in occasione del quale si prodigò a soccorrere tutta la popolazione alla quale il sisma aveva arrecato morte e distruzione.
Il 14 novembre 1987 fu innalzato alla dignità arcivescovile.
Il 13 ottobre 1990 si ritirò per raggiunti limiti di età.

### Morte
Morì a Cicciano il 24 maggio 2001 all'età di 86 anni.

## Insegne araldiche
Domenico Vacchiano adottò, come consuetudine, delle armi personali, così blasonate: "troncato: nel 1º al cielo d'azzurro, con nubi d'argento; nel 2º alla croce di rosso posta sopra un mare d'azzurro, ombrato d'argento, ed in punta un tronco di cono con un capitello dorico su cui poggia una colomba ad ali spiegate, il tutto d'argento".
Per le sue insegne vescovili scelse il motto latino In caritate fundati (Rafforzati nella carità), tratto dalla Lettera di San Paolo agli Efesini (3:17-19).

## Genealogia episcopale
La genealogia episcopale è:
- Cardinale Scipione Rebiba
- Cardinale Giulio Antonio Santori
- Cardinale Girolamo Bernerio, O.P.
- Arcivescovo Galeazzo Sanvitale
- Cardinale Ludovico Ludovisi
- Cardinale Luigi Caetani
- Cardinale Ulderico Carpegna
- Cardinale Paluzzo Paluzzi Altieri degli Albertoni
- Papa Benedetto XIII
- Papa Benedetto XIV
- Papa Clemente XIII
- Cardinale Marcantonio Colonna
- Cardinale Giacinto Sigismondo Gerdil, B.
- Cardinale Giulio Maria della Somaglia
- Cardinale Carlo Odescalchi, S.I.
- Cardinale Costantino Patrizi Naro
- Cardinale Lucido Maria Parocchi
- Papa Pio X
- Cardinale Gaetano De Lai
- Cardinale Raffaele Carlo Rossi, O.C.D.
- Arcivescovo Gilla Vincenzo Gremigni, M.S.C.
- Vescovo Adolfo Binni
- Arcivescovo Domenico Vacchiano